# ポートランド級重巡洋艦
ポートランド級重巡洋艦（ポートランドきゅう じゅうじゅんようかん、Portland-class Heavy Cruisers）は、アメリカ海軍の重巡洋艦の艦級。
ワシントン軍縮条約の元で1930年に軽巡洋艦（CL-33）として起工された。しかし、ロンドン軍縮条約が締結され、艦種の類別を変更されたため、条約型重巡洋艦として進水した。
アメリカ海軍が建造した初めての1万トン越え重巡洋艦となった。

## 概要
ノーザンプトン級重巡洋艦（9,000 トン）より大型化され、排水量は10,000トンを超えており、全長が伸びて艦橋が大型化された。兵装は同等であり、55口径8インチ3連装砲3基と25口径5インチ単装砲8基を装備。ノーザンプトン級で竣工後に撤去された魚雷発射管は、建造時から装備していない。外観は非常にバランスのとれた艦になっているが、トップヘビーによって復元性は悪化した。
「ポートランド」は太平洋戦争の開戦と同時に名だたる海戦にことごとく参加した。緒戦の珊瑚海海戦、ミッドウェー海戦、南太平洋海戦などで日本海軍と戦い、アメリカ海軍の新造重巡が実戦に配備されるに合わせ、上陸（火力）支援部隊に加わってレイテ沖海戦、沖縄戦に参加した。それに対し、「インディアナポリス」は緒戦から哨戒、警戒任務や島嶼攻略支援など比較的地味な支援任務に従事していたが、沖縄戦で損傷した箇所の修理のため本国であるアメリカのメア・アイランドで修理を行い、修理完了後、原子爆弾の一部を戦線復帰のついでに輸送し、帰還中に潜水艦「伊58」の雷撃で撃沈された。原子爆弾の部品を輸送した直後に撃沈されたため、戦後になって裁判と合わせて真相が判明すると日本でも艦名の知名度は高まった。

## 艦体

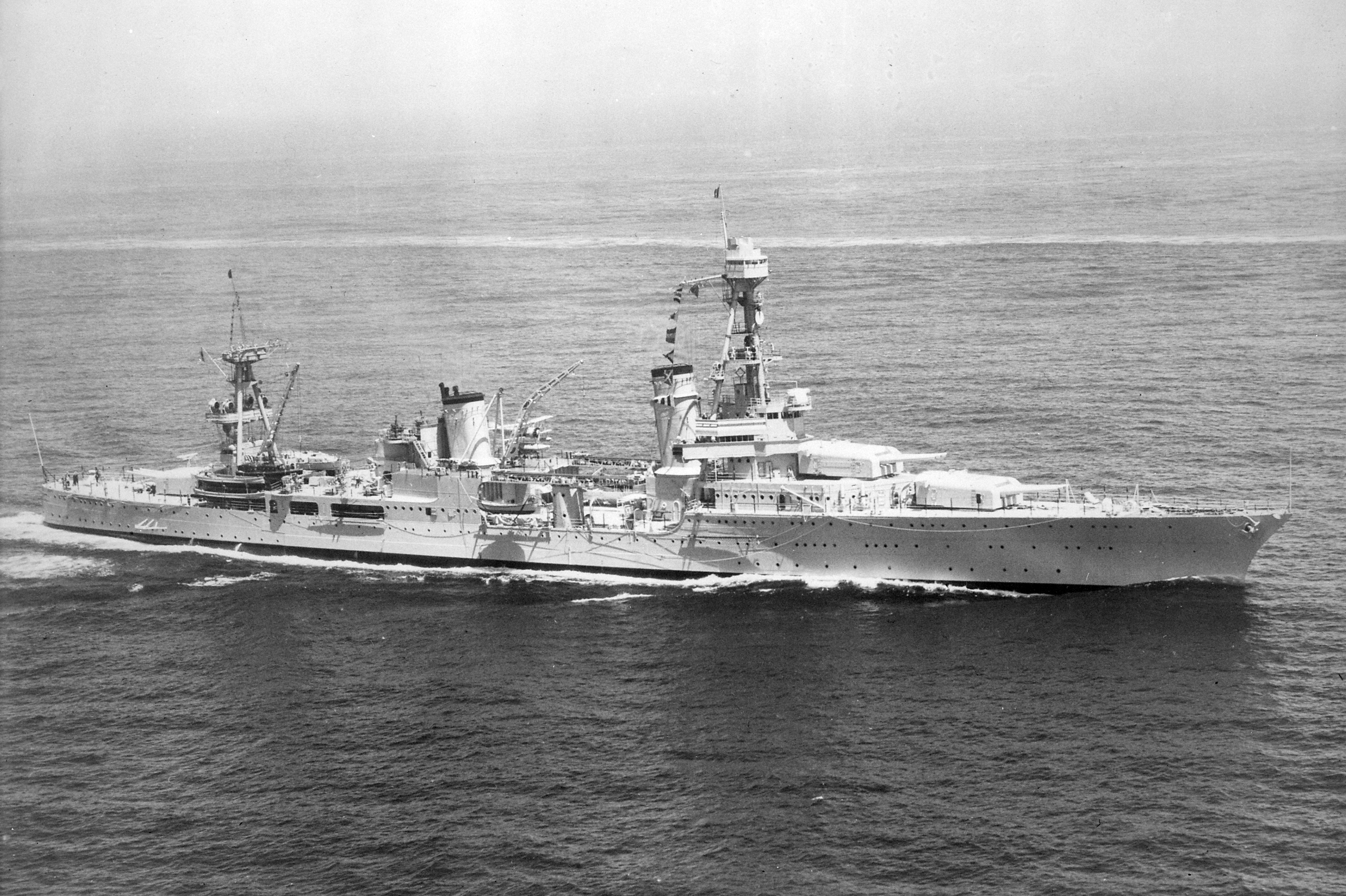
1934年に撮られた「ポートランド。

船体形状はノーザンプトン級に引き続き短船首楼形船体である。3連装砲塔で背負い式配置で2基、その背後に司令塔を組み込んだ艦橋を基部にもつ開放型の三脚式の前檣が立つ。三脚檣の背後に2本の煙突が立っているが、機関はノーザンプトン級に引き続き「シフト配置」を採用しているために煙突の間は広く取られており、煙突の周りは艦載機の運用スペースとなっており、カタパルトを片舷に1基ずつ計2基配置した。艦載機は2番煙突の基部に付いたクレーンにより揚収されるのは同じであるが、2番煙突基部に水上機格納庫を設けられ水上偵察機4機を格納できた。高角砲は格納庫の上部に直列で片舷2基ずつ計4基を配置された。2番煙突から後ろは艦載艇置き場となり簡便な三脚式の後檣の基部に付いたクレーンにより運用された。その背後に3連装砲塔1基が配置された。前級で問題となっていた高すぎる前後のマストは本級において高さが低められ、低くなった中部甲板と共に船体の重心低下に貢献した。また、主砲斉射時の爆風対策に艦橋構造の密閉化が進められた。
凌波性能は改善されたが、一方で細身の船体から来る復元性の不足と動揺の激しさから、外洋での安定性に欠けるのは前級と同様で主砲斉射時の散布界の増大は解決されなかった。また、中部甲板と後部甲板の高さ不足から来る容積不足が指摘されており、居住性不足は未解決のままであった。

## 武装

### 主砲
主砲は引き続き「Marks 9 8インチ（55口径）砲」を採用している。性能は重量97.5 kgの砲弾を最大仰角41度で29,130mまで届かせることが出来た。俯仰能力は仰角41度・俯角10度で、旋回角度は船体首尾線方向を0度として左右150度の旋回角度を持つ。発射速度は毎分3～4発である。前級に引き続き全主砲塔を3連装砲塔に統一しており、主要防御長の短縮に繋がり防御重量の節約となった。

### 高角砲、その他の備砲
高角砲は引き続き「5インチ（25口径）高角砲」を採用した。この砲は24.43kgの砲弾を最大仰角85度で高度8,352m、対艦用として仰角45度で13,259mまで届かせる性能があった。旋回と俯仰は電動と人力で行われ、左右方向に150度旋回でき、俯仰は仰角85度・俯角15度で発射速度は毎分15～20発だった。これを単装砲架で片舷4基計8門を搭載した。魚雷は搭載されなかった。後に、対空兵装の強化により12.7cm高角砲は倍の8基8門に加え、40ミリ（60口径）機関砲4連装4基～5基に20ミリ（70口径）機銃22～26丁が追加された。

## 防御
前述の主砲塔搭載の変化による武装重量減少により、防御重量を増加することが出来た。これにより、ポートランド級の防御力は更なる強化が行われ舷側の水線部装甲は前級の64mmから76mmと強化されたが、甲板防御は25mmのままであった。弾薬庫防御は過大であるとされ、本級では逆に減厚され舷側95mmされたが、逆に上面は51mmと強化された。対水雷防御は前級と同じく弾薬庫の側面部のみ1層の燃料層で防御しているのみであったが、前級よりかは若干は区画細分化や浸水対策は進められていた。

## 機関
ポートランド級の機関はノーザンプトン級と変わりなく高温蒸気を使用するホワイト=フォスター式重油専焼水管缶を8基とパーソンズ式ギヤード・タービン4基4軸推進で最大出力107,000馬力、速力32.5ノットを公試で発揮した。ポートランド級の機関配置は前述の通りシフト配置方式で艦首からボイラー2基ずつ収める第1缶室と第2缶室の背後にタービン機関2基を収める第1機械室、水密隔壁を挟んで第3缶室と第4缶室の背後に第2機械室の順番で配置した。ポートランド級はオマハ級より継承されたシフト配置により前述の脆弱な水中防御を機関配置で補っていた。

## 同型艦
1. ポートランド (USS Portland, CA-33)
  - 1933年2月23日就役。1946年7月12日退役。
2. インディアナポリス (USS Indianapolis, CA-35)
  - 1932年11月15日就役。 1945年7月30日、日本の潜水艦伊号第五十八潜水艦の雷撃で沈没。